# Рејсин Сити (Калифорнија)
Рејсин Сити (енгл. Raisin City) насељено је место без административног статуса у америчкој савезној држави Калифорнија.

## Демографија
По попису из 2010. године број становника је 380, што је 215 (130,3%) становника више него 2000. године.
| Група             | 2000.      | 2010.       |
| Белци             | 54 (32,7%) | 56 (14,7%)  |
| Афроамериканци    | 0 (0,0%)   | 5 (1,3%)    |
| Азијати           | 10 (6,1%)  | 6 (1,6%)    |
| Хиспаноамериканци | 99 (60,0%) | 308 (81,1%) |
| Укупно            | 165        | 380         |